# 八仙的传说
《八仙的传说》是上海电影制片厂1985年推出的一部以八仙民间传说为题材的古装神话电影，導演為赵焕章，主演由王夫棠、石維堅、趙錢孫、田曉梅等人主演。本片于1984年在山东省蓬莱阁取景拍摄。

## 简介
本片主要讲述了七仙（汉钟离、铁拐李、吕洞宾、蓝采和、何仙姑、韩湘子、张果老）点化曹国舅成仙，最终齐聚八仙的故事。其中穿插了何仙姑、蓝采和等人成仙的历程。
曹国舅是皇帝的舅子，也是朝廷的重臣，他忠贞为国，但无奈皇帝昏庸，将他贬斥……

## 职员
- 副导演：韩希谦、邓逸民、申怀琪
- 制片人：赵洪彬
- 摄影：彭恩礼 张永正
- 剪辑：陈仁金、曹松茂、李程碑
- 服装指导：丁淑兰
- 美术：丁辰、周庆麟、李景桂
- 灯光：金汉江
- 烟火设计：夏存芳
- 置景：郑海江、朱贺慰
- 道具：薛顺奎
- 演唱：马国光、葛军
- 指挥：王永吉
- 作曲：萧珩
- 伴奏：上海电影乐团
- 化妆：王汉庸、李丁、翁丽君
- 特技摄影：陈渭沧
- 拟音：钱守一

## 演员
- 王夫棠 饰 曹国舅
- 石维坚 饰 吕洞宾
- 赵钱孙 饰 铁拐李
- 田晓梅 饰 何仙姑
- 铁　牛 饰 汉钟离
- 袁之远 饰 张果老
- 孙　剑 饰 韩湘子
- 杨健忠 饰 蓝采和
- 宋家琪 饰 皇帝
- 李其珍 饰 太监
- 李天济 饰 朱升